# Anticipation (génétique)
Pour les articles homonymes, voir Anticipation.
 (septembre 2011).
Si vous disposez d'ouvrages ou d'articles de référence ou si vous connaissez des sites web de qualité traitant du thème abordé ici, merci de compléter l'article en donnant les références utiles à sa vérifiabilité et en les liant à la section « Notes et références ».
L’anticipation en génétique est un terme utilisé pour décrire le fait que certaines maladies génétiques s'aggravent ou peuvent s'aggraver dans une famille au fur et à mesure de la transmission de cette maladie au cours des générations.
Parfois, la maladie ne s'aggrave que si elle est transmise par la mère, on parle alors d'anticipation maternelle ; ou par le père, on parle alors d'anticipation paternelle.
Ce phénomène se retrouve dans quasiment toutes les maladies génétiques dont la mutation pathologique est une expansion ou répétition d'un codon.
Si la longueur de la répétition est comprise entre la longueur normale et la longueur entraînant une expression de la maladie génétique, on parle de prémutation. Cette prémutation peut parfois dans un nombre faible de cas entraîner la maladie.
L'existence de ces maladies génétiques à anticipation rend le conseil génétique très délicat.
Quelques exemples de maladie génétique à anticipation :
- maladie de Huntington ;
- dystrophie myotonique de Steinert (la plus fréquente des myopathies) ;
- syndrome de l'X fragile (première cause de retard mental héréditaire).